# Mayke Rocha Oliveira
Mayke Rocha Oliveira (Carangola, 10 november 1992) – alias Mayke – is een Braziliaans voetballer die doorgaans als rechtsback speelt. Hij verruilde Cruzeiro in januari 2019 voor Palmeiras, dat hem daarvoor al anderhald jaar huurde.

## Clubcarrière
Mayke stroomde door vanuit de jeugd van Cruzeiro. Hiervoor debuteerde hij op 6 juni 2013 in de Braziliaanse Série A, tegen Corinthians. Hij viel al na tien minuten in voor Ceará. Cruzeiro won met 1–0 dankzij een doelpunt van Dagoberto. Mayke maakte op 17 augustus 2013 zijn eerste competitietreffer, tegen Vitória. Daarmee had hij een aandeel in de 5–1 zege van die dag. Mayke was op 6 oktober 2013 opnieuw trefzeker, in een competitiewedstrijd tegen Náutico. Cruzeiro won die wedstrijd met 1–4.. Mayke speelde in zijn debuutjaar 22 competitiewedstrijden, waarin hij tweemaal trefzeker was. Hij groeide in 2014 vervolgens uit tot basisspeler bij Cruzeiro. Hij werd in beide seizoenen landskampioen met de Braziliaanse club. In de jaren die volgden werd hij echter minder en minder gebruikt door de coaches.
Nadat hij in de eerste vijf maanden van 2017 alleen een paar keer had gespeeld in de Copa do Brasil en de Copa Sudamericana, verhuurde Cruzeiro Mayke voor anderhalf jaar aan Palmeiras. Hier werd hij meteen weer basisspeler. In de jaren die volgden wisselde hij seizoenen waarin hij maar zes keer in actie kwam af met seizoenen waarin hij 28 speelronden op het veld stond. Met Palmeiras werd hij in 2018 en 2022 voor de derde en vierde keer in zijn carrière landskampioen. Daarnaast wonnen zijn ploeggenoten en hij in 2020 en 2021 twee keer achter elkaar de Copa Libertadores. Mayke was tijdens beide jaargangen van het toernooi vooral sporadisch invaller, maar speelde de finale van 2021 (inclusief verlenging) vrijwel helemaal.

## Erelijst
| Competitie          |          |            |          |          |
| Competitie          | Aantal   | Jaren      |          |          |
| Cruzeiro            | Cruzeiro | Cruzeiro   | Cruzeiro | Cruzeiro |
| ------------------- | -------- | ---------- | -------- | -------- |
| Kampioen Série A    | 2x       | 2013, 2014 |          |          |
| Palmeiras           |          |            |          |          |
| Copa Libertadores   | 2x       | 2020, 2021 |          |          |
| Kampioen Série A    | 2x       | 2018, 2022 |          |          |
| Copa do Brasil      | 1x       | 2020       |          |          |
| Recopa Sudamericana | 1x       | 2022       |          |          |
| Supercopa do Brasil | 1x       | 2023       |          |          |

2 Rocha ·
5 Moreno ·
6 Vanderlan ·
7 Dudu ·
8 Zé Rafael ·
9 Endrick ·
10 Rony ·
11 Rodrigues ·
12 Mayke ·
13 Luan ·
14 Lomba ·
15 Gómez  ·
16 Paulista ·
17 Lázaro ·
20 Rômulo ·
21 Weverton ·
22 Piquerez ·
23 Veiga ·
25 Menino ·
26 Murilo ·
27 Ríos ·
31 Guilherme ·
32 Garcia ·
34 Naves ·
35 Fabinho ·
40 Jhon ·
41 Estêvão ·
42 López ·
51 Kaique ·
Coach: Ferreira